# Willys-Overland
La Willys (la cui pronuncia corretta è [ˈwɪlɪs]), era il marchio usato dalla casa automobilistica statunitense Willys-Overland Motors. È nota soprattutto per la produzione della MB, la famosa "Jeep" della seconda guerra mondiale, e la sua successiva versione civile, la Jeep CJ.

## Storia

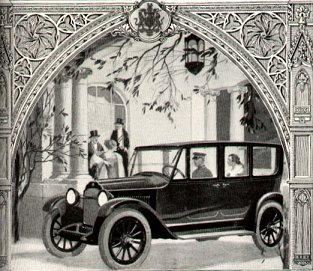
Immagine pubblicitaria della Willys-Knight

Nel 1908, John North Willys comprò la Overland Automotive, divisione automobilistica della Standard Wheel Company, che nel 1912 rinominò Willys-Overland Motor Company. Dal 1912 al 1918 la Willys fu il secondo produttore di auto negli Stati Uniti dietro alla Ford.
Nel 1913 Willys comprò la licenza per costruire il motore di Charles Knight usato sulle Willys–Knight prima di comprare, a metà anni '20, anche la F.B. Stearns Company di Cleveland (Ohio) e continuare a produrre Stearns-Knight, nel 1914 la Electric Auto-Lite Company, nel 1916 la Russell Motor Car Company di Toronto, Ontario e, nel 1917, anche la New Process Gear.
Per raggruppare tutte queste società sotto una gestione comune nel 1917 John Willys formò la holding "Willys Corporation". Nel 1919 acquisì lo stabilimento Duesenberg di Elizabeth (New Jersey). Per produrre la Willys Six lo stabilimento del New Jersey venne rimpiazzato da uno più grande a Indianapolis, ma la grande depressione del 1920 mise la Willys Corporation in ginocchio.
Le banche, che avevano ottenuto il controllo dell'azienda, permisero a Walter P. Chrysler di acquisire la società. Chrysler, con tre fidatissimi tecnici, Owen Ray Skelton, Carl Breer, e Frederick Morrell Zeder (poi soprannominati "i tre moschettieri"), cominciarono a lavorare sulla futura Chrysler Six.
Per pagare i debiti, molti degli asset della Willys Corporation vennero messi all'asta. Lo stabilimento di Elizabeth e il prototipo della Chrysler Six vennero venduti a William C. Durant. Durant usò il prototipo della Chrysler Six per creare nel 1923 la Flint.

Walter Chrysler e i tre tecnici lavorarono poi per la Maxwell-Chalmers dove finirono il lavoro con il lancio della Chrysler nel gennaio del 1924 e nel 1925 la Maxwell divenne Chrysler Corporation.

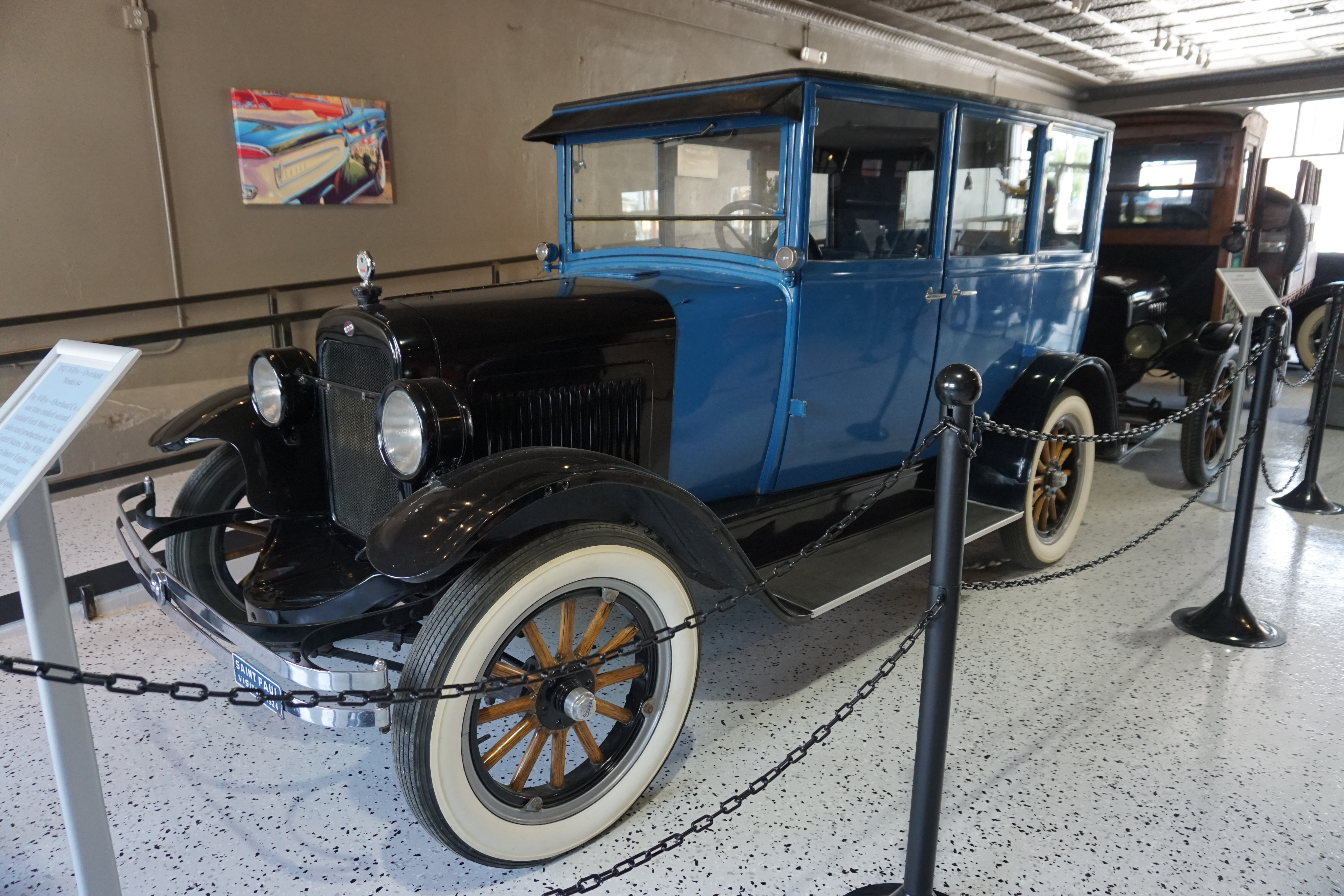
Willys–Overland Model 64 del 1923 al Vintage Car Museum & Event Center di Weatherford (Texas)

### Seconda guerra mondiale

#### Jeep

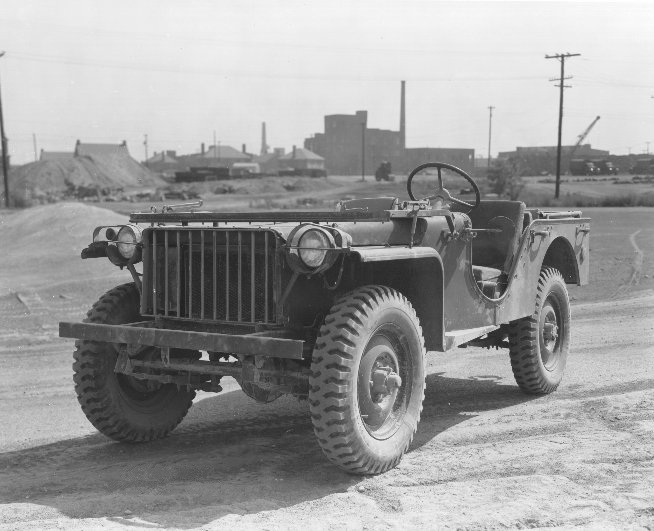
Una Bantam Car Company BRC40 4×4 Light Reconnaissance Vehicle, la futura "Jeep"

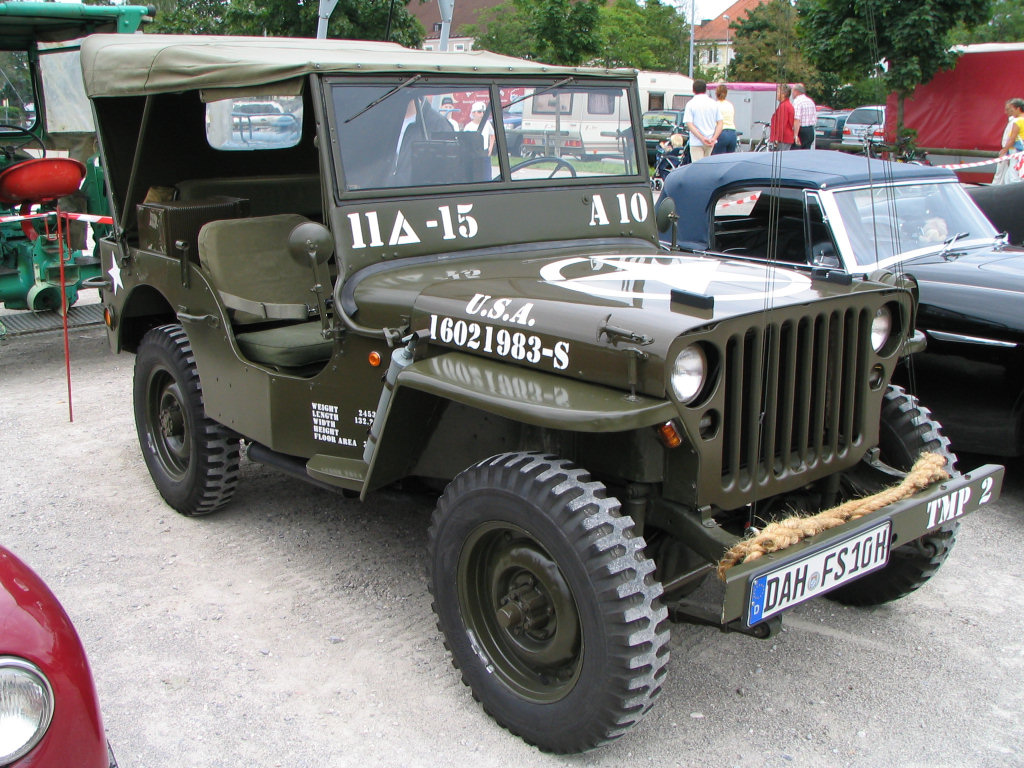
Willys MB

Willys–Overland fu uno dei maggiori fornitori del Dipartimento della guerra degli Stati Uniti d'America per autoveicoli leggeri basati sul disegno della American Bantam. Nel 1938, Joseph W. Frazer assunse Willys dalla Chrysler come amministratore delegato. Vollero cambiare il motore quattro cilindri per aumentare le prestazioni del veicolo uso fuoristrada. Riuscirono grazie all'opera dell'ex ingegnere della Studebaker, Delmar Roos, che volle 
La produzione della Willys MB, meglio nota come "Jeep", iniziò nel 1941, costruita da Willys, Ford Motor Company, e American Bantam. 8.598 unità vennero prodotte quell'anno e 359.851 unità fino alla fine della guerra. Willys–Overland raggiunse il 48º posto tra le aziende USA come fornitore delle forze armate. In totale, 653.568 jeep vennero costruite.
L'origine del nome "Jeep" è stato dibattuto per anni. Alcuni pensano che "Jeep" sia la pronuncia dell'abbreviazione GP, "General Purpose", come da nomenclatura ufficiale delle forze armate. La prima apparizione scritta "Jeep" avvenne nella striscia Eugene the Jeep di Popeye. Fu anche il nome di un piccolo trattore della U.S. Army della Minneapolis-Moline nel 1937. Qualunque sia l'origine, il 13 febbraio 1943, Willys–Overland brevettò il nome "Jeep" al U.S. Patent Office. Dopo diversi respingimenti dall'ufficio brevetti il marchio "Jeep" divenne registrato il 13 giugno 1950.
La Jeep Willys fu usata su diversi fronti, nella II Guerra Mondiale, dall'Europa al Nord Africa fino alla Guerra di Corea dal 1950 al 1953. In versione desertica, con ruote maggiorate, venne prodotta come mezzo di servizio durante la campagna nel Nord Africa, occupata dalle truppe dell'Asse del generale Rommel.
Willys costruì anche 1.292 fusoliere per il Republic-Ford JB-2.
La Willys fu venduta alla Kaiser nel 1953, diventando Kaiser Jeep nel 1963.

## Prodotti Willys e marchi vari

### Willys
- Willys 77 (1933–36)
- Willys Four
- Willys Six
- Willys-Six C-113 truck (1931-1932)
- Willys Eight
- Willys-Knight (1914–1933)
- Willys Americar (1940–1942)
- Willys Sedan 1940-194?
- Stearns-Knight
- Willys Aero

### Overland
- Baby Overland
- Overland Whippet (1926–1931)
- Overland Four
- Overland 59t (1911–1912)
- Overland Six
- Overland 90
- Overland 91
- Overland 93
- Overland 39

### Aero-Willys
- Aero-Willys JT (1951)
- Aero-Willys Wing (1952)
- Aero-Willys Scout (1953)
- Aero-Willys Lark (1952–1954)
- Aero-Willys Ace (1952–1954)
- Aero-Willys Falcon (1953)
- Aero-Willys Eagle (1952–1954)
- Aero-Willys 2600 (1963)
- (1960–1969 with Ford of Brazil)
- Aero Willys (Brooks Stevens´design)

### Willys–Overland
- Willys Dauphine (1959–1965), licenza da Renault. 23.887 prodotte (Brasile)
- Willys Gordini (1962–1968), licenza da Renault. 41.045 prodotte (Brasile)
- Aero-Willys (1960–1971) 99.621 prodotte (Brasile)
- Willys Itamaraty (1966–1971) 17.216 prodotte (Brasile)
- Willys Interlagos (1961–1966), licenza da Alpine-Renault 822 prodotte (Brasile)
- Willys Itamaraty Executivo (limousine) (1966–1969) 27 prodotte (Brasile)
- Willys–Overland Crossley (Regno Unito)

### Jeep
- Willys MA (Original Jeep Concept)
- Willys MB (1941–1945) 335.531 prodotte.
- Willys CJ2 (1944–45)
- Willys CJ2A (1946–49)
- Willys Wagon (1946–65) 300.000 prodotte.
- Willys CJ3A (1949–1953) 132.000 prodotte.
- Willys Pickup (1947–65) 200.000 prodotte.
- Willys Jeep FC (1956–65) 30.000 prodotte.
- Willys Jeepster (1948–50) 19.000 prodotte.
- Willys M38 (1951–52) 61.423 prodotte.
- Willys CJ3B (1952–68) 155.000 prodotte.
- Willys M38A1 (1952–57)
- Willys CJ5 later Jeep CJ5 (1954–1983) 600.000 prodotte.
- Rural Jeep (1960–1969) o Ford Rural (1970–77) (Brasile)
- Willys Jeep Pickup (1960–1969) o Ford F-75 (1970–83) (Brasile)
- Willys Corvo (19??–?) (Cile)

## Galleria d'immagini

### Pubblicità

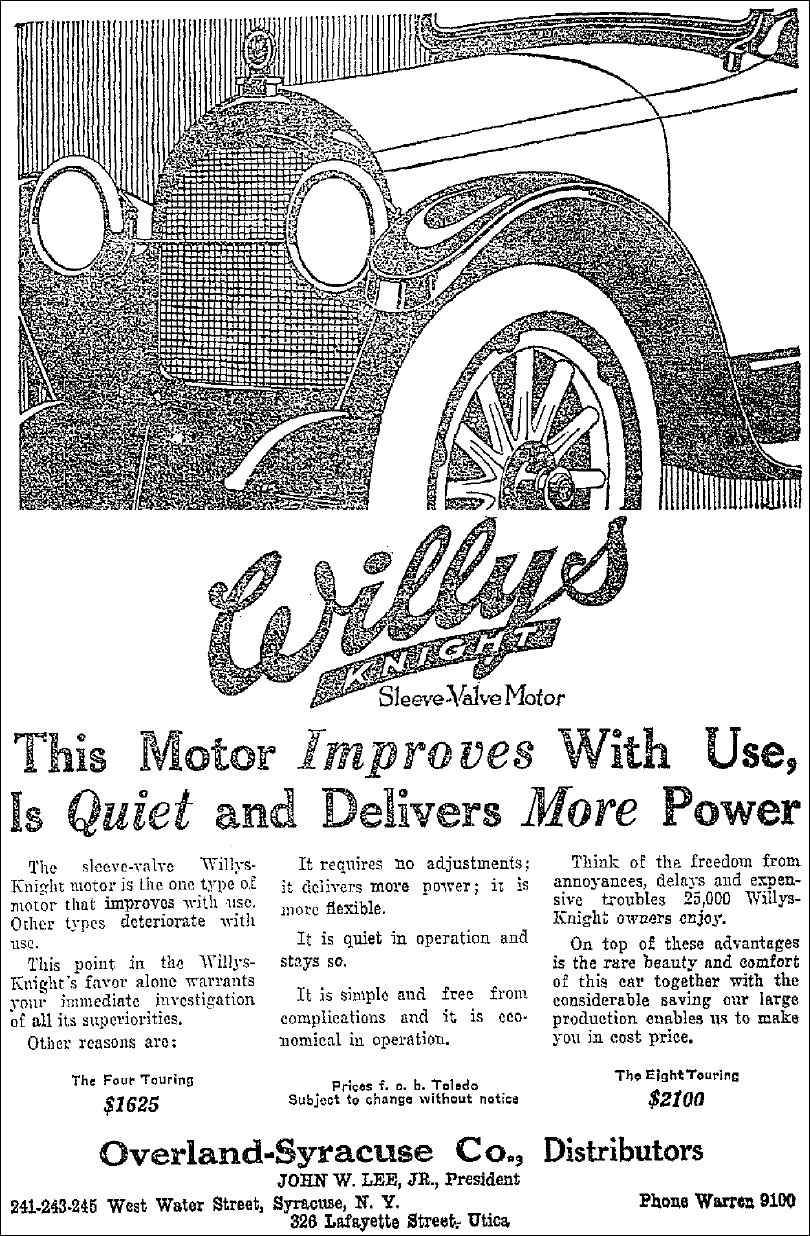
1918 - Willys Knight "Sleeve Valve Motor" – Syracuse Herald, 8 maggio 1918

### Veicoli

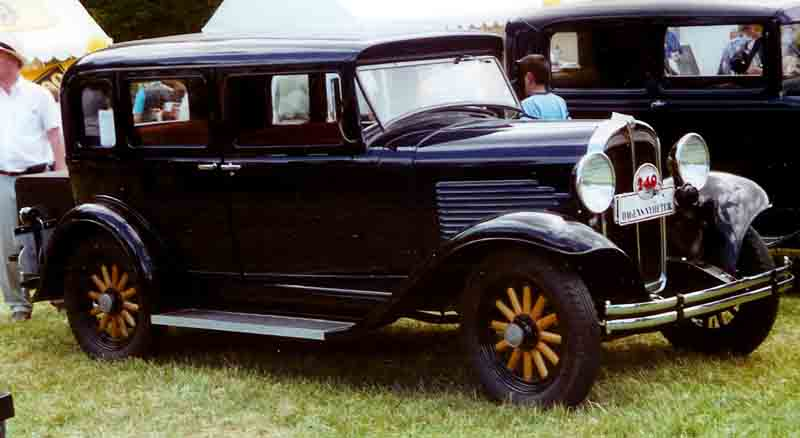
Willys Six 97 4-Door Sedan 1931
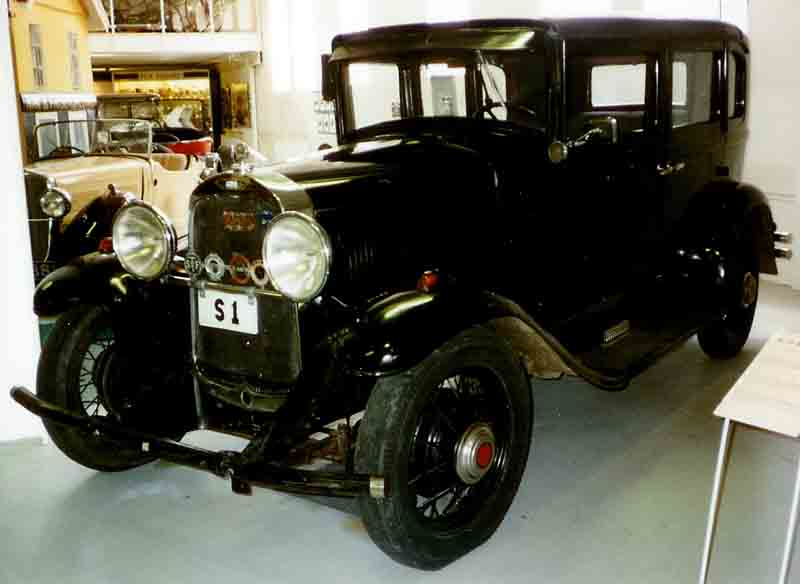
Willys Six 4-Door Sedan 1931
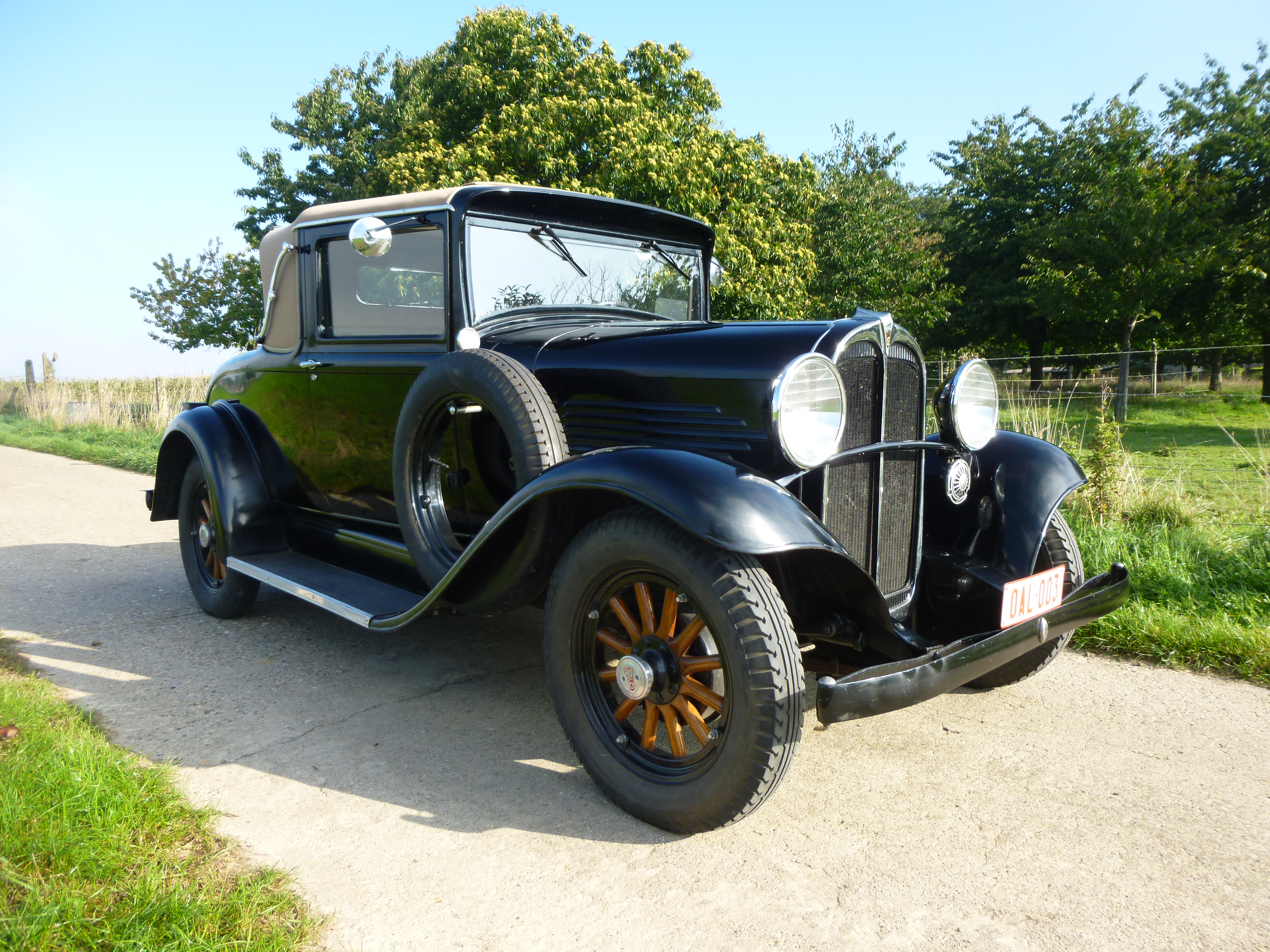
Willys 6 1931 Sport Coupe
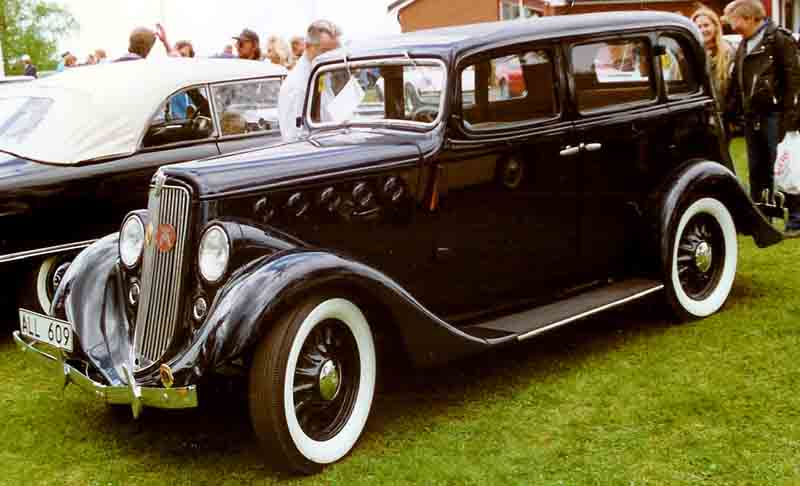
Willys 77 4-Door Sedan 1936
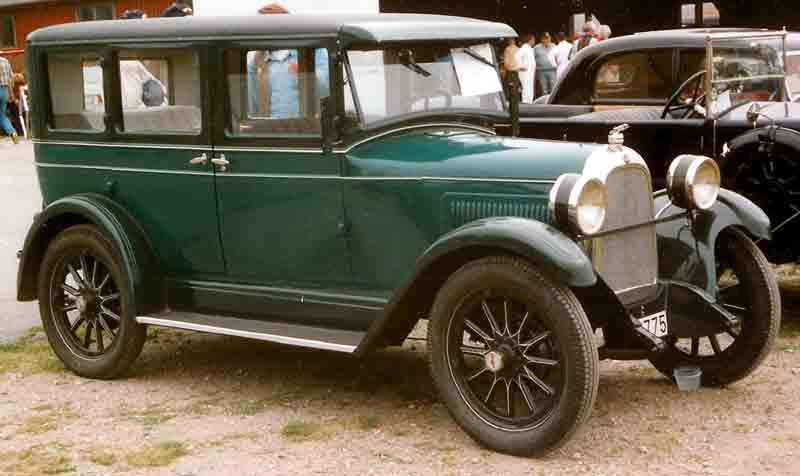
Whippet 4-Door Sedan
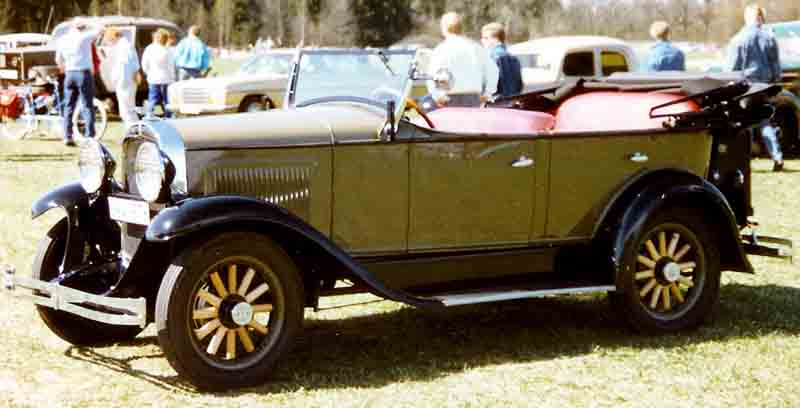
Whippet Model 96A Touring 1929
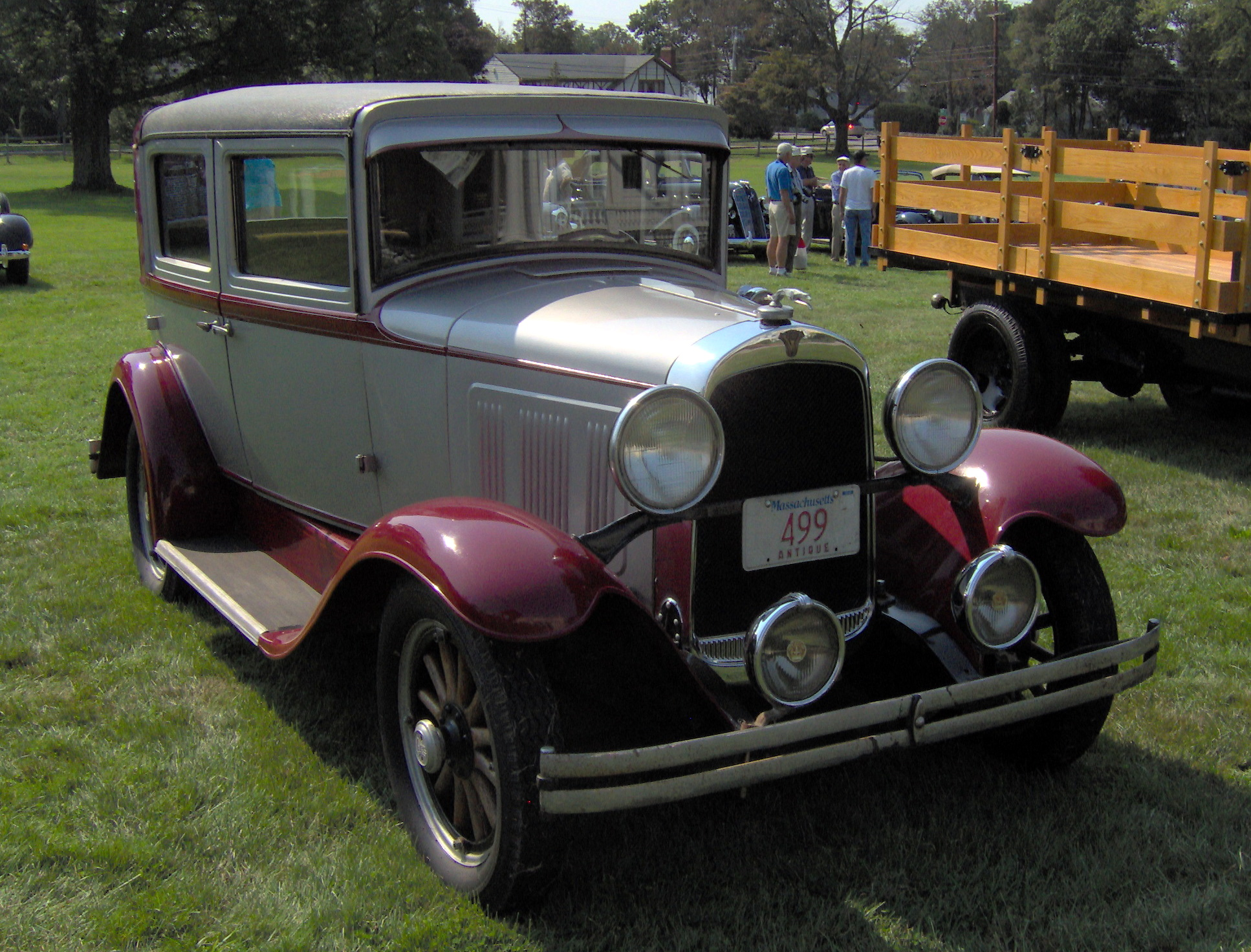
1930 Whippet 96A sedan
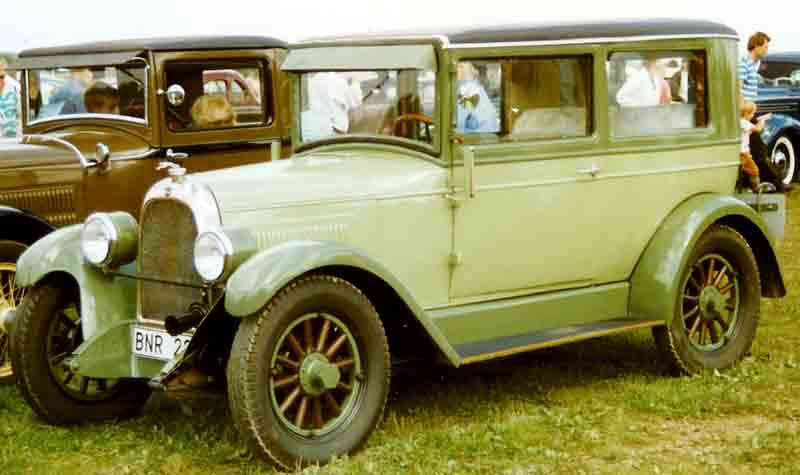
Whippet Model 96 Coach 1927
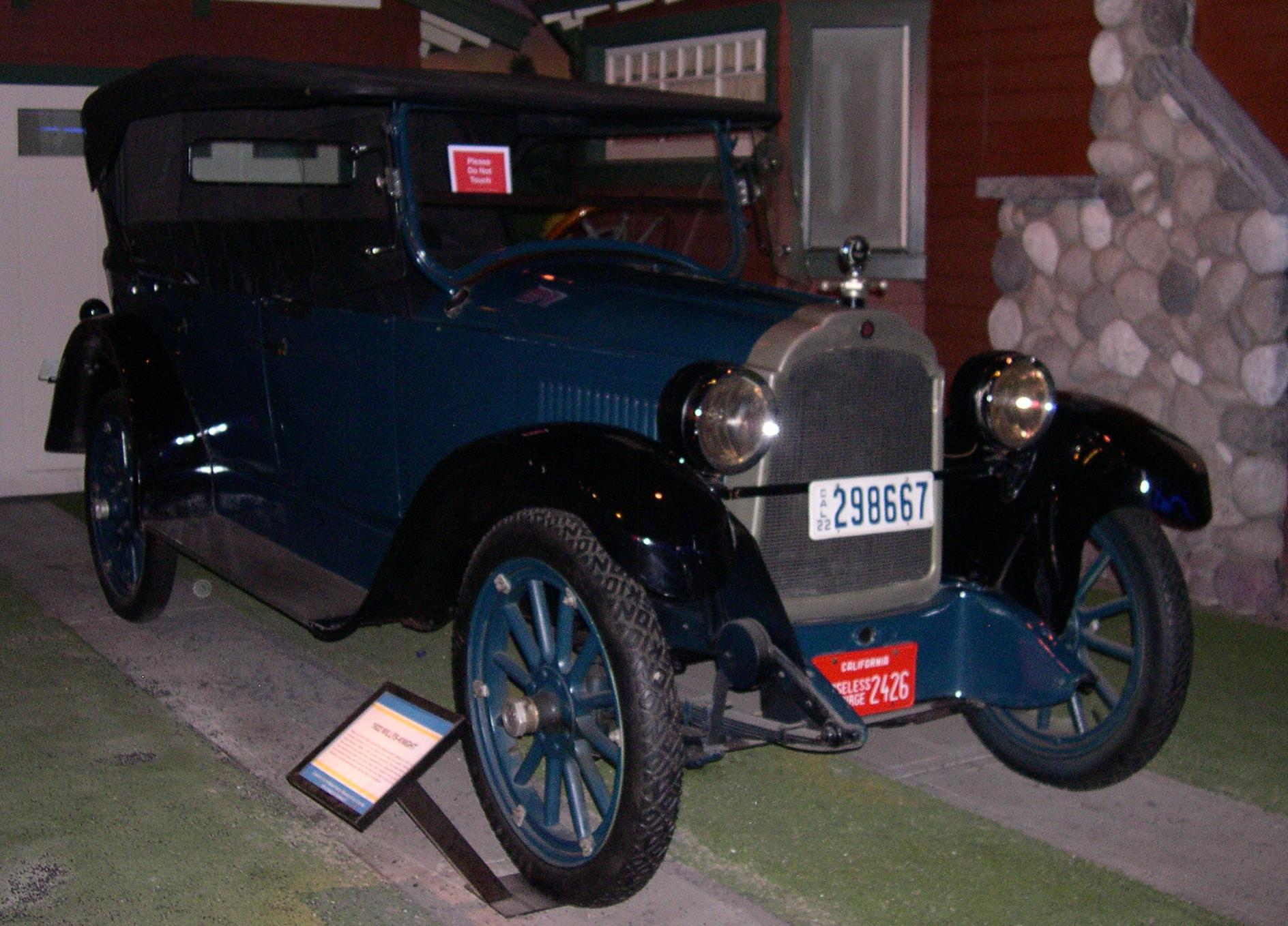
1922 Willys-Knight Model 20 al Petersen Automotive Museum
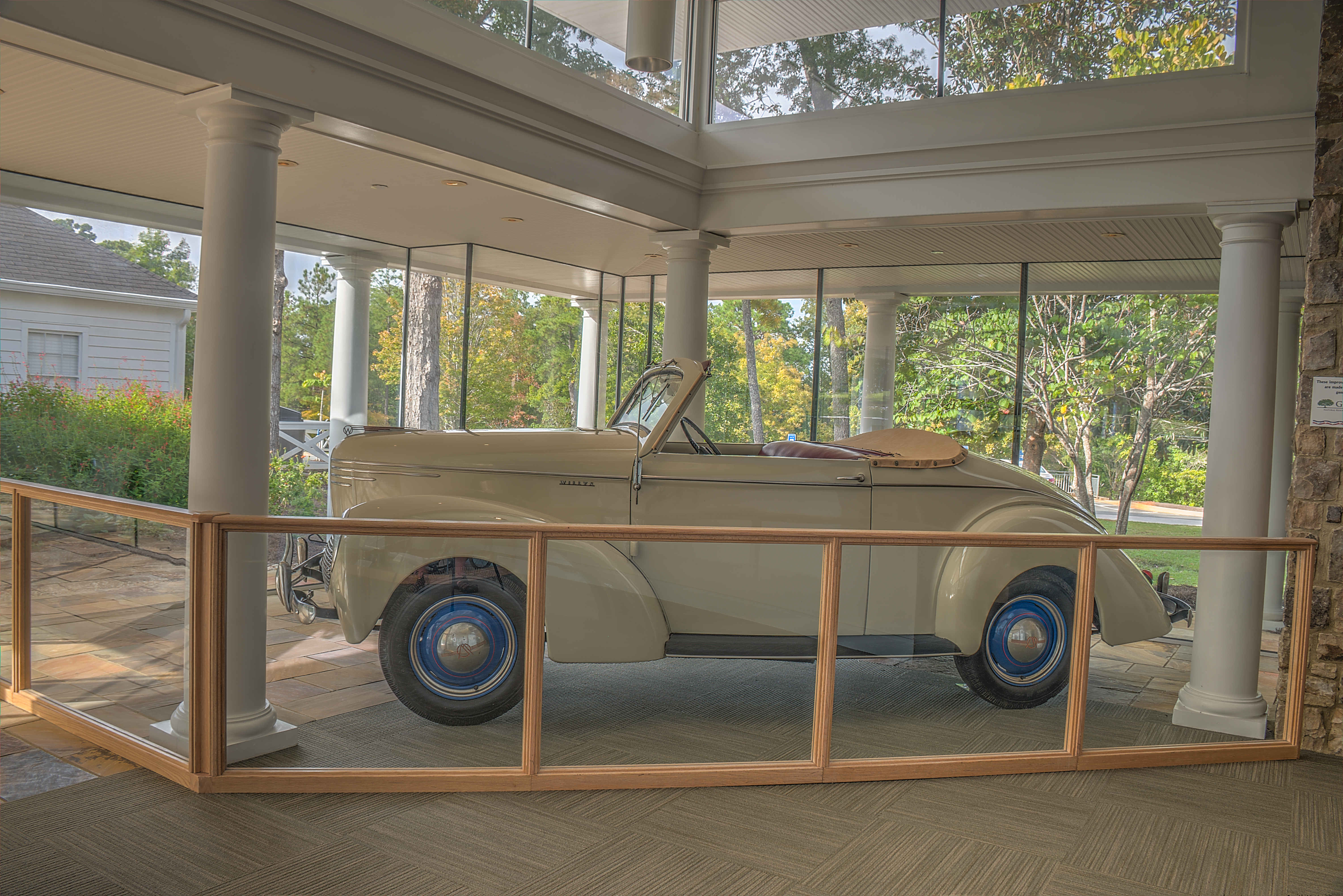
Willys roadster del 1940 alla Little White House
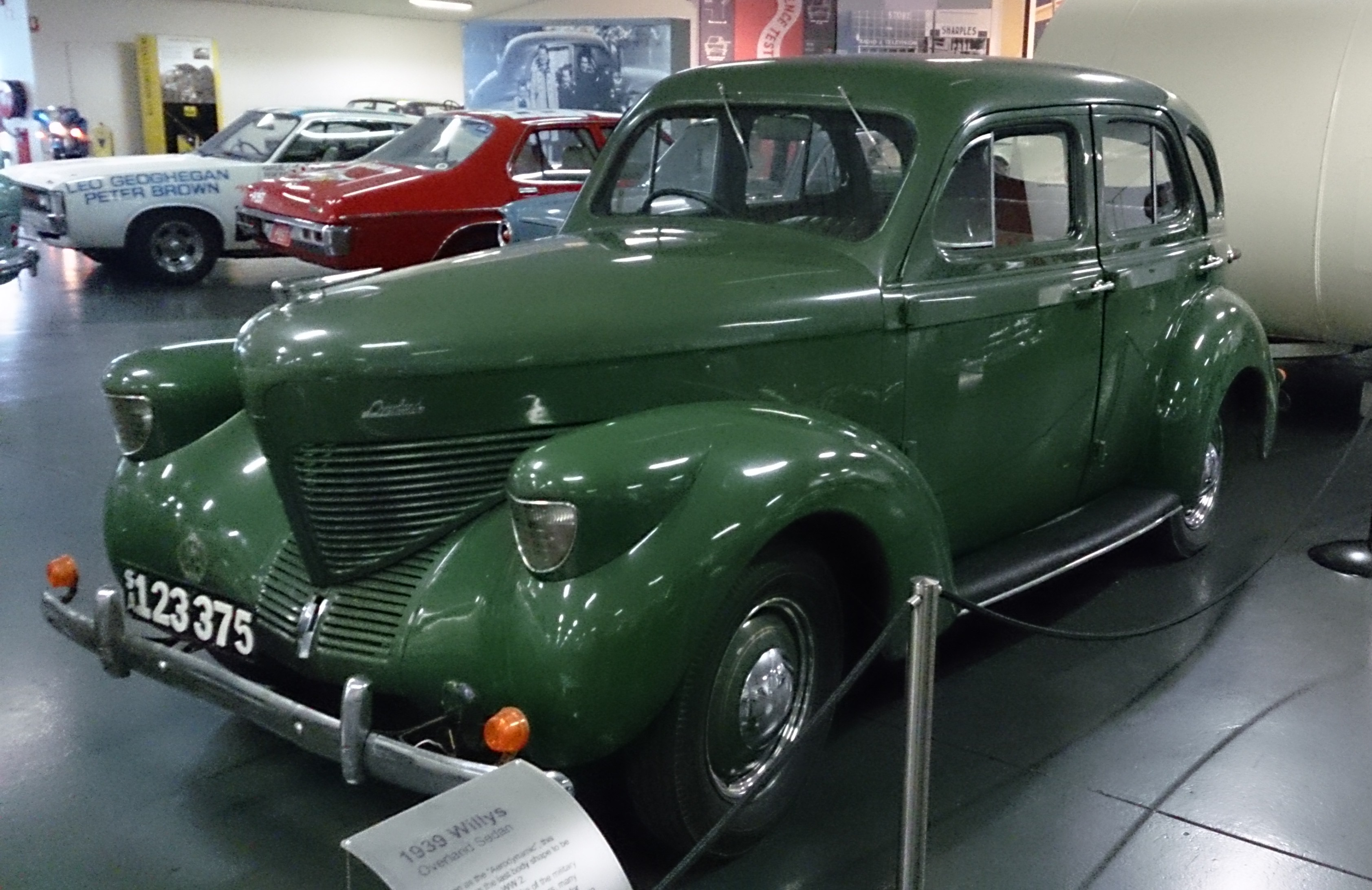
Willys Overland 4-Door Sedan (Model 39) 1939: esempio di carrozzeria per l'Australia dalla Holden

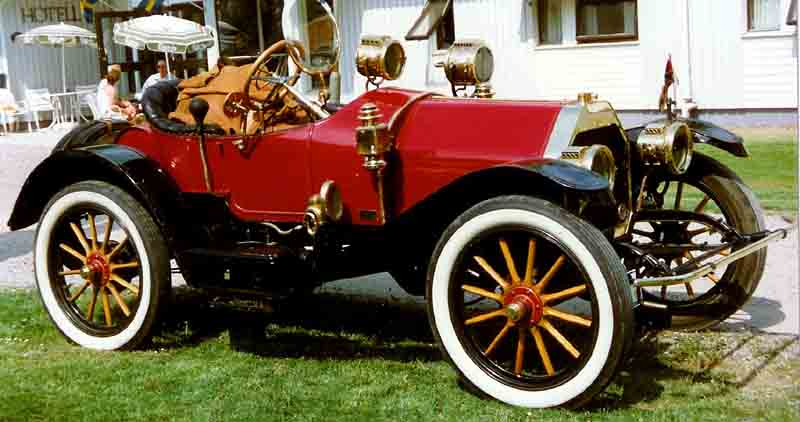
Overland Model 38 Roadster 1910
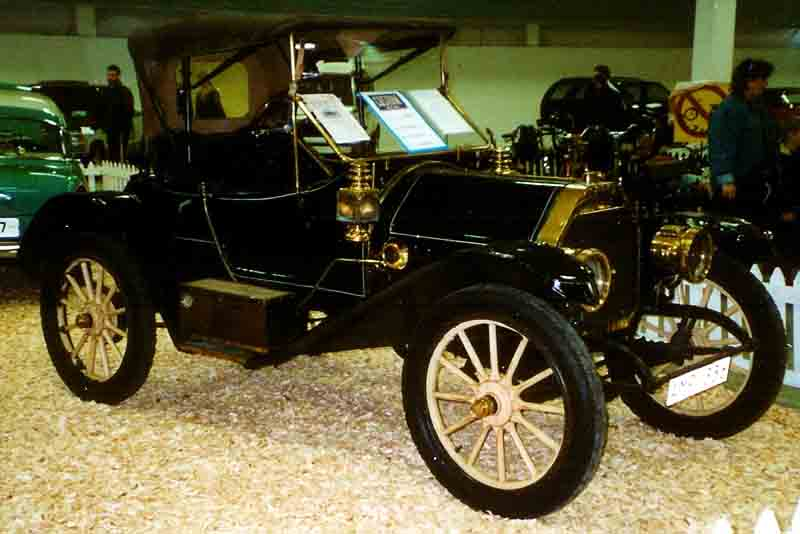
Overland Model 46 Torpedo Roadster 1911
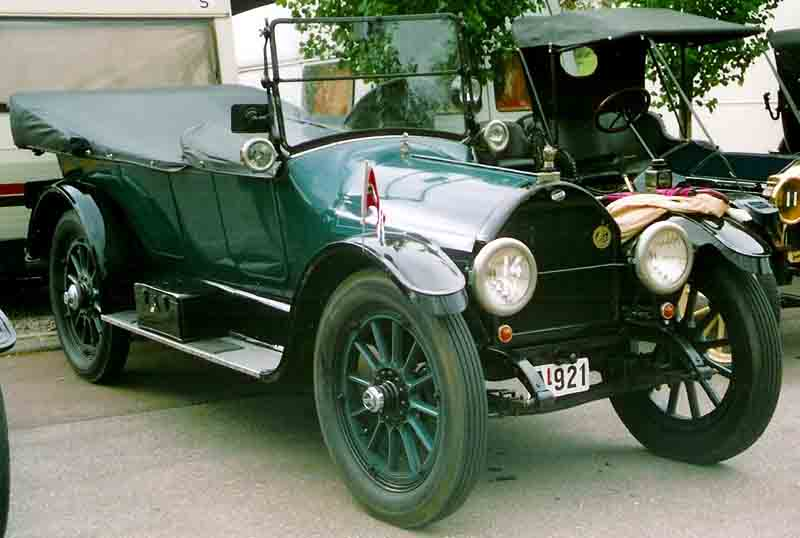
Overland Model 82 Touring 1915
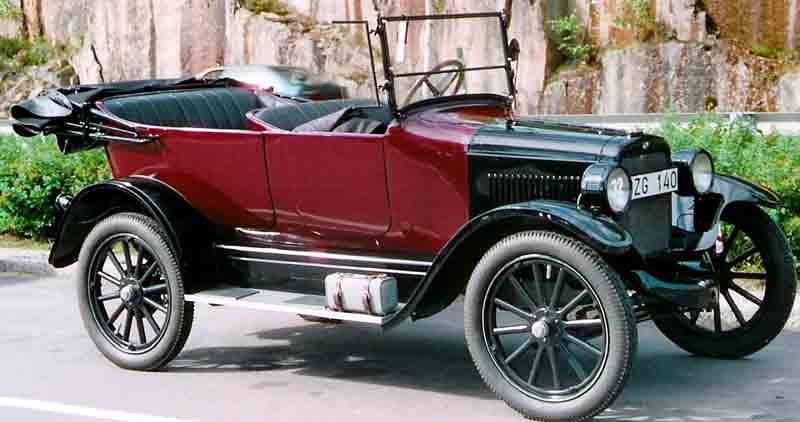
Overland Model 91 Touring 1922
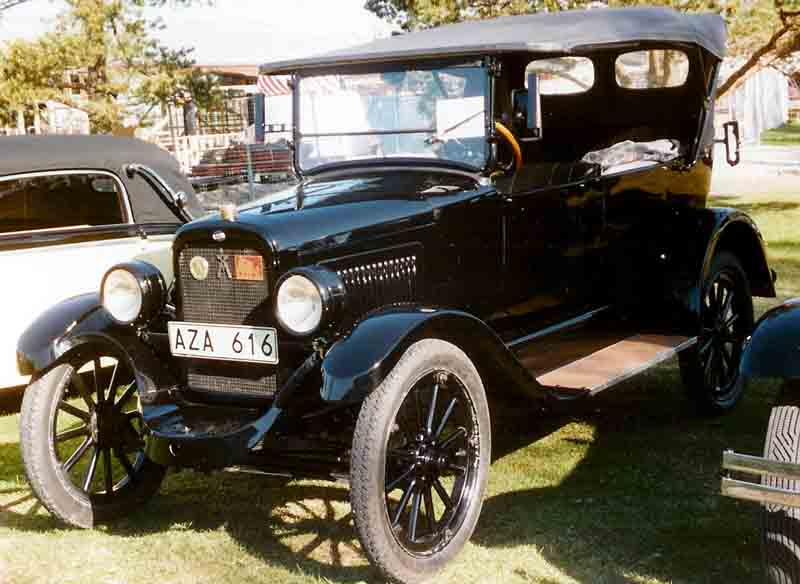
Overland Model 91 Touring 1923

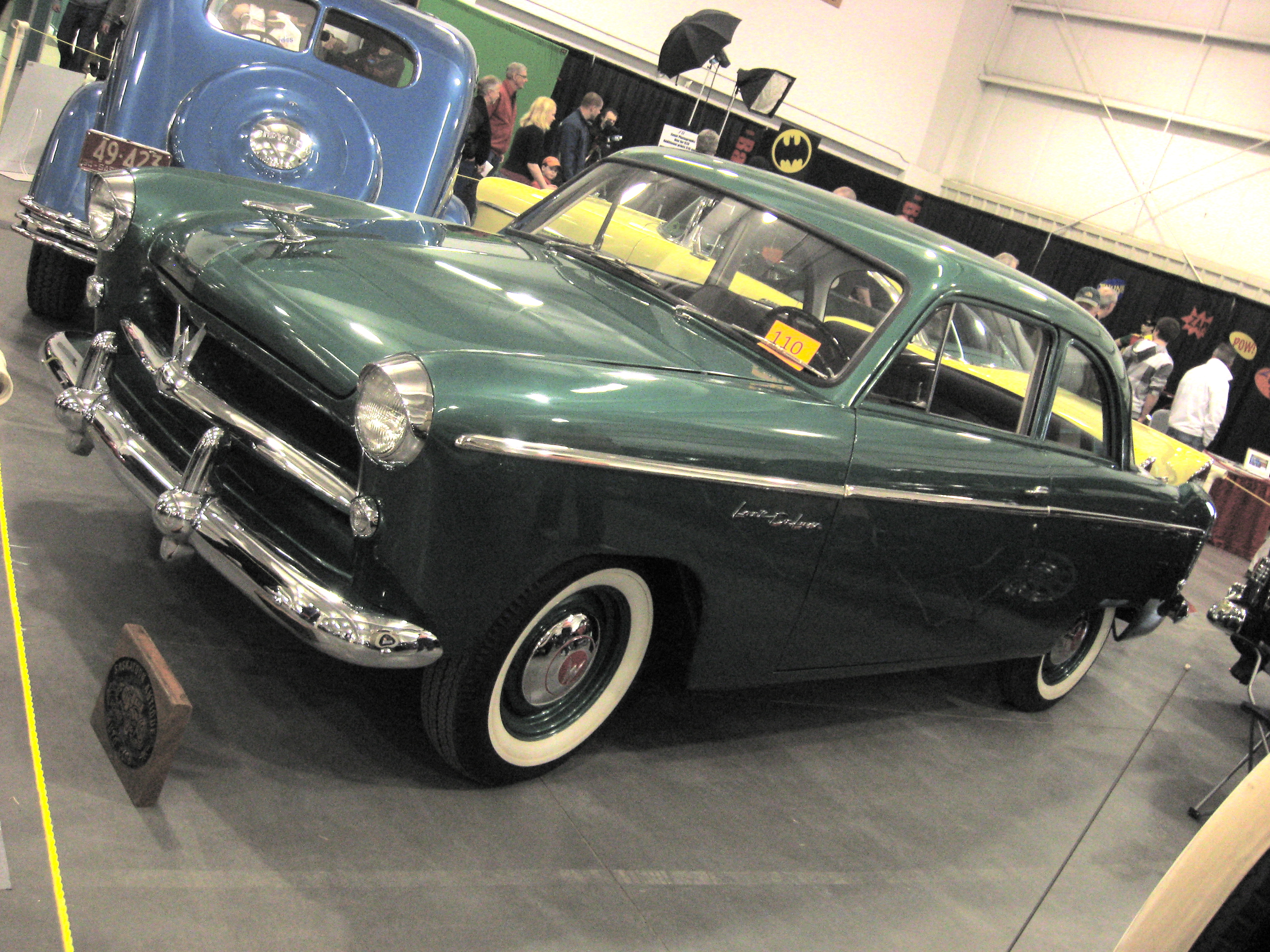
Aero-Willys
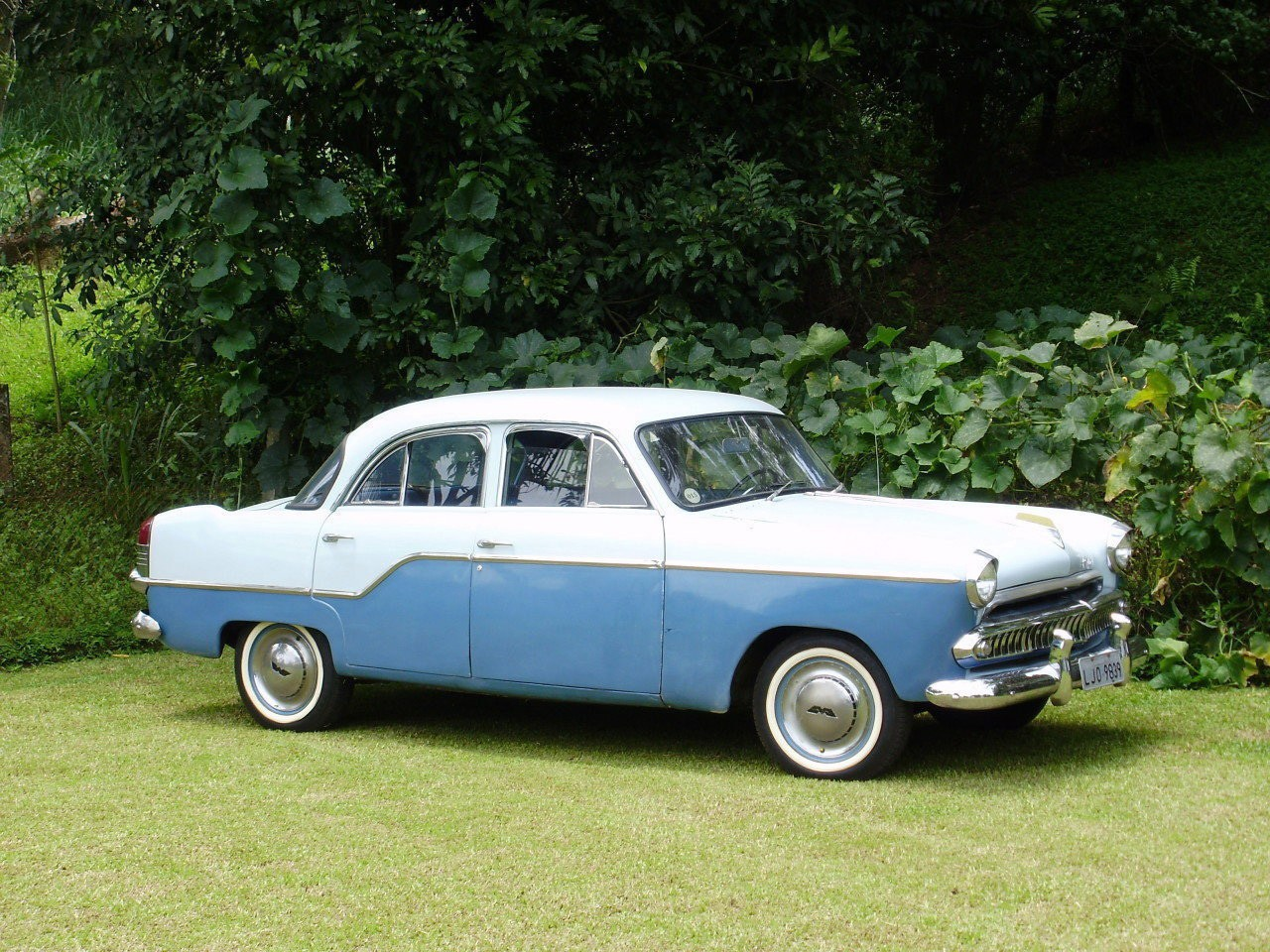
Brazilian made Aero-Willys 1960
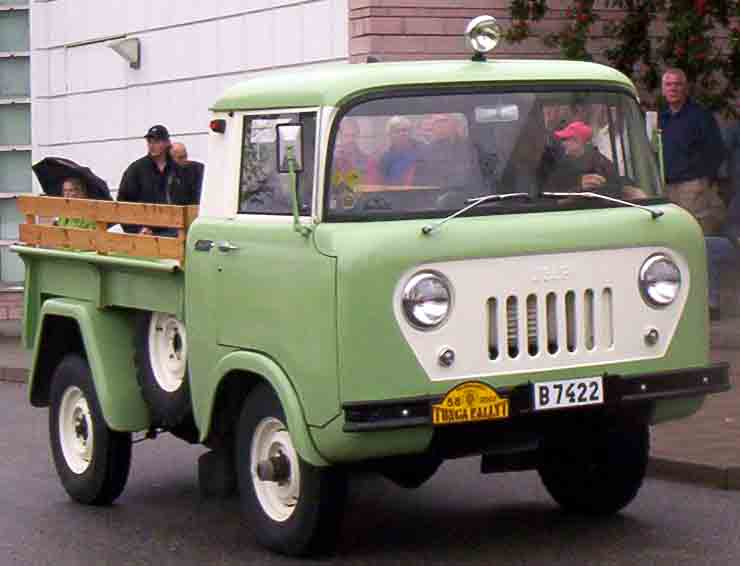
Willys FC150 Truck 1963

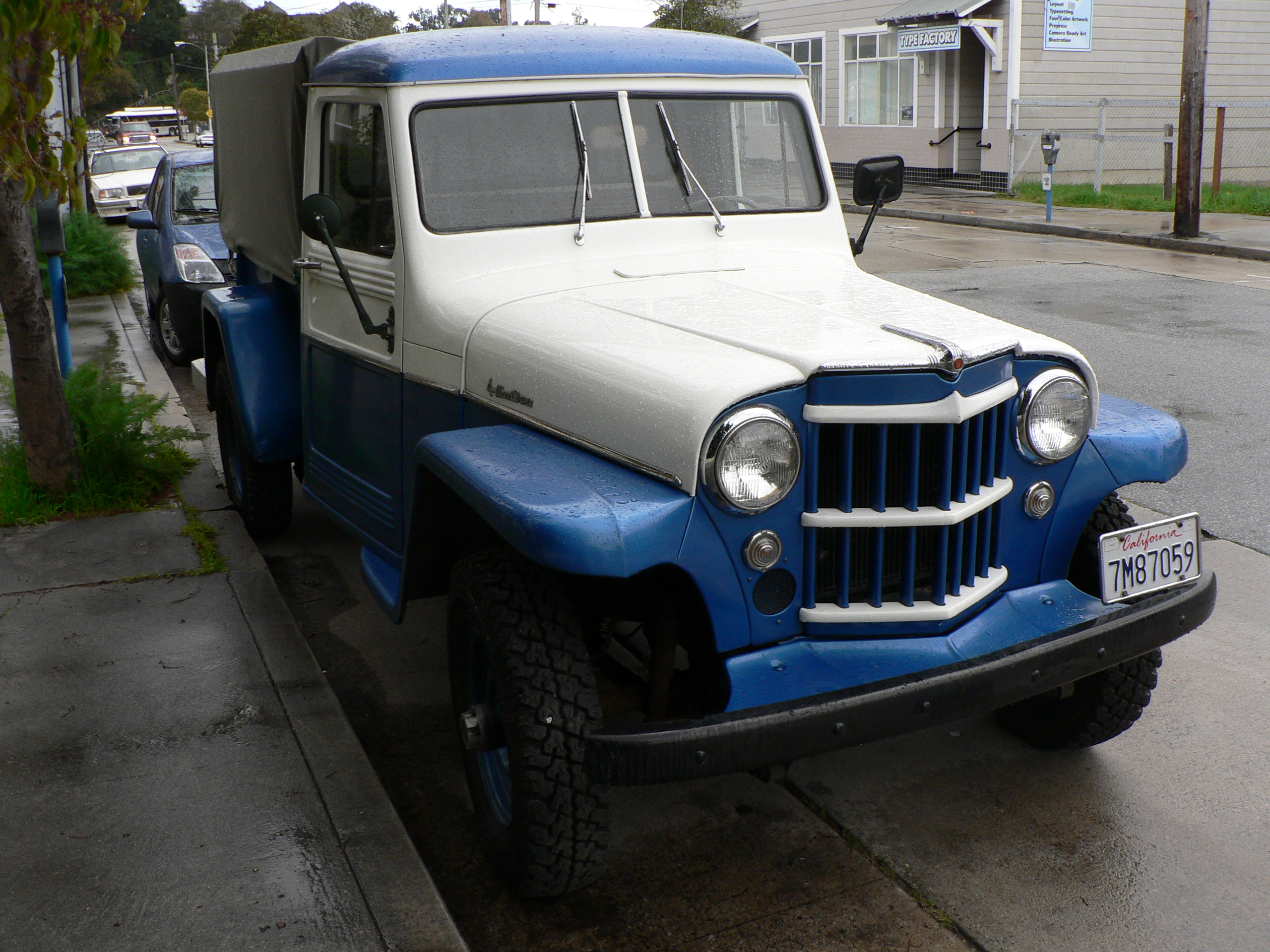
1957 Willys pickup (four-wheel drive)
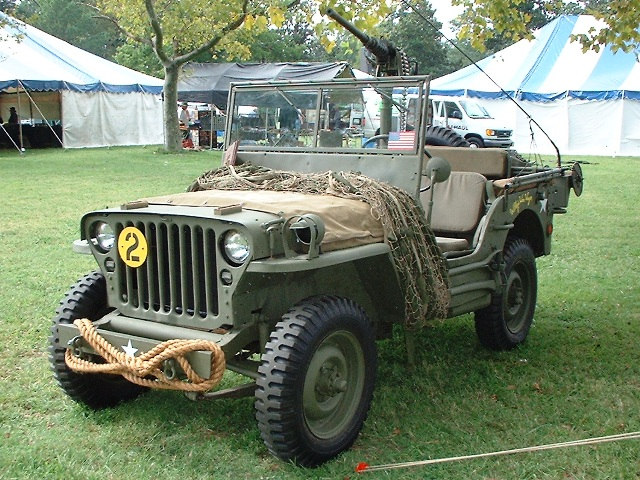
A Willys MB, al Military Vehicle Show, War Memorial Museum, Newport News, VA, Sun. del 2006
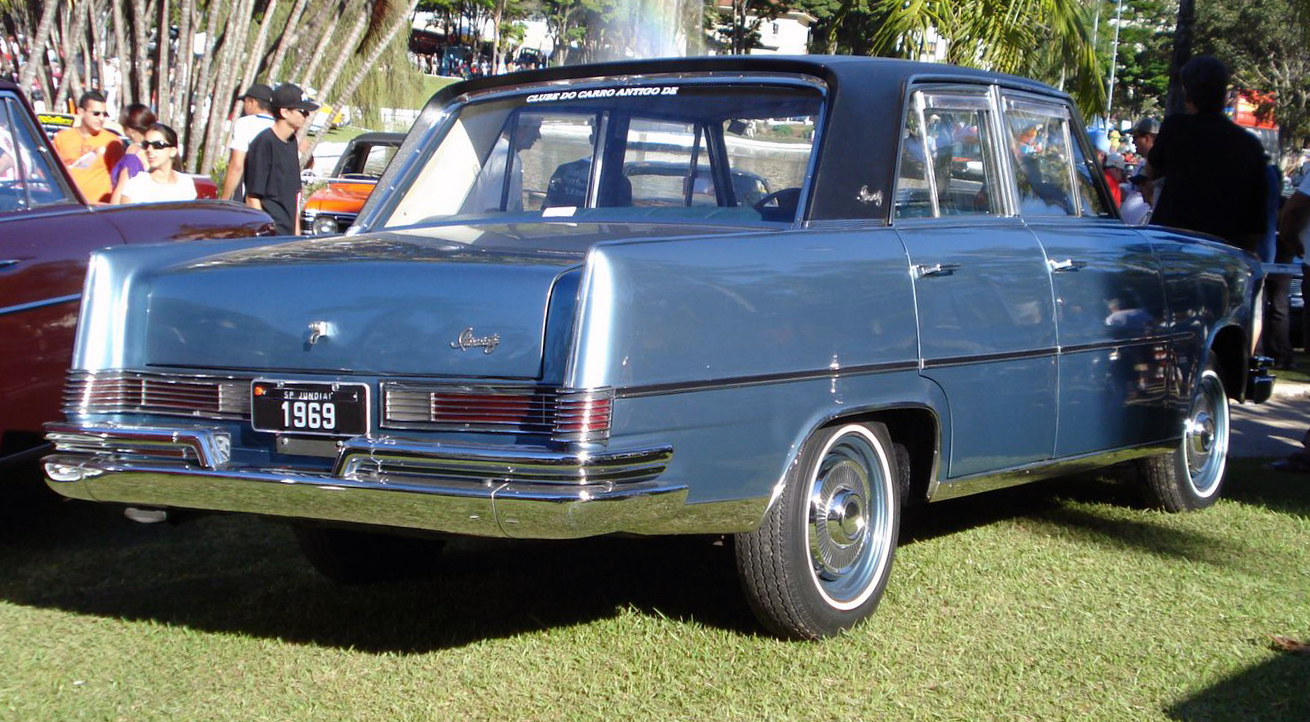
1969 Willys Ford Itamaraty